# Витус (озеро)
Ви́тус (англ. Vitus Lake) — озеро в штате Аляска (США), на западе боро Якутат, названо в честь российского путешественника Витуса Беринга. Размер озера 25×10 км, глубина — 150 м. Оно получает воду от ледника Беринга, выходя к шестикилометровому притоку залива Аляска. На дне озера содержится 50 % морской воды, пресная вода поступает в озеро с ледяными глыбами. Озеро на 90 % солёное.
Местность славится легендой о криптиде Витти (англ. Vittie) — существе, подобном лох-несскому чудовищу.